# Judinsalo
Judinsalo est une île de l'archipel du lac Päijänne à Luhanka au centre de la Finlande.

## Géographie
C'est la 18ème plus grande île intérieure de la Finlande.
L'île mesure 7,7 kilomètres de long et 6,0 kilomètres de large pour une superficie de 24,9 km2. 
Elle est située près de la rive orientale du lac Päijänne dans une zone connue sous le nom de Pien-Päijänne.
Sur le côté ouest de l'île, s'ouvre le vaste espace lacustre ouvert Judinsalonselkä, où se trouvent les îles Haukkasalo (fi) et Mustassalo.
Au nord de l'île, se trouve le Kotkatselkä, un espace lacustre de la taille de Judinsalo, qui est situé entre les îles Keihäsniemi (ceb) et Onkisalo.
À l'est de l'île s'étend le détroit Hopeasalmi d'une largeur de 180 à 600 mètres. 
Le détroit Vuoksensalmi dans la partie nord de Judinsalo et Hopeasalmi à l'est sont tous deux des détroits par lesquels s'écoule l'eau.

## Transport
L'ile Judinsalo est traversée par la route de l'archipel du Päijänne dont le parcours est Vääksy-Sysmä-Luhanka et qui est composée des routes régionales  314 et 612. 
L'embarcadère de Judinsalo est situé à l'extrémité ouest de Judinsalo, au nord-ouest de Tuomiovuori. Des navires de passagers y embarquent des voyageurs,.